# أونتامراما
أونتامراما (بالإنجليزية: Ontamarama)‏ (باليابانية: おんたま♪おんぷ島へん) ، هي لعبة فيديو إلكترونية من نوع موسيقى إيقاعية، نشرها شركة أتلس اليابانية سنة 2007م.